# Juoksengi kyrka
Juoksengi kyrka är en kyrkobyggnad som hör till Övertorneå församling i Luleå stift. Kyrkan ligger i samhället Juoksengi tre kilometer norr om polcirkeln. Några hundra meter åt öster ligger Torne älv och gränsen till Finland. Kyrkan är en stiftelsekyrka som ägs och förvaltas av byborna. Församlingen ger årligen bidrag till stiftelsen och delar av kyrkans drift sker genom gratis utförda arbeten.

## Kyrkobyggnaden
Kyrkan som invigdes 1963 är uppförd efter ritningar av arkitekt Jan Thurfjell i Luleå. Byggnadsmaterialet är tegel och trä. Gavlarna är murade i rött tegel, medan långväggarna är vita. Kyrkan har ett brant sadeltak belagt med eternit. De ihopbyggda församlingslokalerna har platta tak belagda med papp. Kyrkorummet har rektangulär plan och ett brant takfall som är klätt med vitlaserad träpanel och bärs upp av limträbalkar. Långväggarna täcks av vitlaserad panel, medan gavelväggarna är vitputsade. Kyrkorummets golv är belagt med trä och har bänkar i öppna kvarter. Altarväggen pryds av tre vertikala fönster i färgat glas.

## Historik
Förslaget att bygga en kyrka i Juoksengi väcktes vid biskop Bengt Jonzons visitation 1943. En insamling startades och 1951 bildades stiftelsen Juoksengi kapell. Kyrkan började uppföras 1962 och vid jul samma år hölls den första julottan i den ännu ej färdigbyggda kyrkan. 2 februari 1963 på Kyndelsmässodagens kväll invigdes kyrkan av biskop Ivar Hylander. År 1983 byggdes kyrkan ut med församlingssal, kök och andra biutrymmen. Utbyggnaden invigdes 18 februari 1984.

## Inventarier
1969 fick stiftelsen överta en orgel som varit placerad i Övertorneå kyrka. Orgeln är tillverkad av Grönlunds orgelbyggeri och har en manual med pedal.

## Klockstapel
1971 uppfördes en klockstapel efter Thurfjells ritning och ersatte en tidigare stapel ritad av Erland Aasa. 31 oktober samma år invigdes klockstapeln av domprost Olaus Brännström. Stapeln drabbades dock av rötskador och ersattes 1994 av en likadan.

### Webbkällor
- anläggningspresentation
- Övertorneå församlings webbplats